# Éric Fournier (diplomate)
Pour les articles homonymes, voir Éric Fournier et Fournier.
Éric Fournier, né le 7 octobre 1959, est un diplomate français, ambassadeur de France à Tbilissi pendant le conflit russo-géorgien de 2008. Il s'illustre dans la négociation de la sortie de crise, qu'il relate dans un article publié par "Les Cahiers du Quai d'Orsay" (Mondes,N°2, Hiver 2010). Il occupe ensuite les fonctions de directeur de l'Europe continentale au ministère des Affaires étrangères , et participe à la négociation entre les autorités ukrainiennes, la France, la Pologne, l'Allemagne et la Russie, qui conduisent à la signature d'un accord en février 2014, qui met fin aux violences de "Maïdan". En juin 2018, alors que sa mission d'ambassadeur en Hongrie touche à sa fin, une polémique se développe après la publication par Mediapart d'extraits d'une note interne et confidentielle sur la Hongrie.

## Biographie
Il a fait des études de lettres modernes (maîtrise et DEA à la Sorbonne), il a une licence d’histoire et un diplôme de l’Institut national des langues et civilisations orientales où il a étudié l'hindi et l'ourdou.
Il a été en poste notamment à Islamabad, à Téhéran, à New York, à New-Delhi, et à Moscou. 
Il est directeur adjoint du cabinet du ministre délégué à la coopération, au développement et à la francophonie de 2004 à 2007, puis rejoint le cabinet du ministre des Affaires étrangères, entre 2005 et 2007. Il est alors nommé ambassadeur à Tbilissi, en Géorgie, poste qu'il occupe jusqu'au mois d'octobre 2011 . Avant son départ, le président Mikheil Saakachvili l'élève à la dignité de chevalier dans l'ordre de l'Excellence. Il est ensuite nommé directeur d'Europe continentale. A ce poste, il est notamment chargé de gérer la crise ukrainienne et participe aux négociations ministérielles du 21 février 2014 qui précèdent la fuite du président Ianoukovytch en Russie.
Il est ambassadeur de France à Budapest de septembre 2015 à juillet 2018. Son successeur, Pascale Andréani, a reçu l'agrément des autorités hongroises le 18 mai 2018.
Avant de quitter ses fonctions, il est décoré des insignes de Commandeur de l’Ordre du Mérite de Hongrie par le ministre Péter Szijjártó,.
En septembre 2020, il est nommé ambassadeur à Saint-Domingue.

### Polémique
En juin 2018, sa note au ministre des Affaires étrangères dans laquelle il s'interroge sur la magyarophobie, dont seulement quelques extraits sont publiés, relève que la Hongrie « passe pour un modèle auprès d'un nombre croissant d'États » et que l'antisémitisme serait principalement le fait de certains musulmans suscite la polémique après avoir été dévoilée par Mediapart. Emmanuel Macron condamne publiquement ses propos. Plusieurs médias  se font l'écho d'un « limogeage » du diplomate par le président de la République, ce à quoi le ministère français des Affaires étrangères apporte un démenti. Aucune enquête n'est lancée pour trouver l'origine de la fuite de cette note.

### Distinction
Chevalier de la Légion d'honneur en 2009 